# Postempfänger
Ein Postempfänger ist diejenige Person, die in der Adresse benannt ist und für die damit eine Postsendung bestimmt ist. Hierbei kann es sich um eine natürliche oder um eine juristische Person (z. B. eine Institution, eine Körperschaft oder ein Unternehmen) handeln.
Unter einem Postempfänger wird auch die Person verstanden, die eine Postsendung tatsächlich in Empfang nimmt. Diese Person kann, muss aber nicht die adressierte Person (Adressat) sein. Sie kann vom Empfänger beauftragt sein, diese in Empfang zu nehmen. Nimmt eine Person eine Sendung ohne Auftrag in Empfang, handelt sie entweder im mutmaßlichen Willen des Empfängers (z. B. Nachbar) oder diejenige handelt rechtswidrig.

## Post- und Kuriersendungen

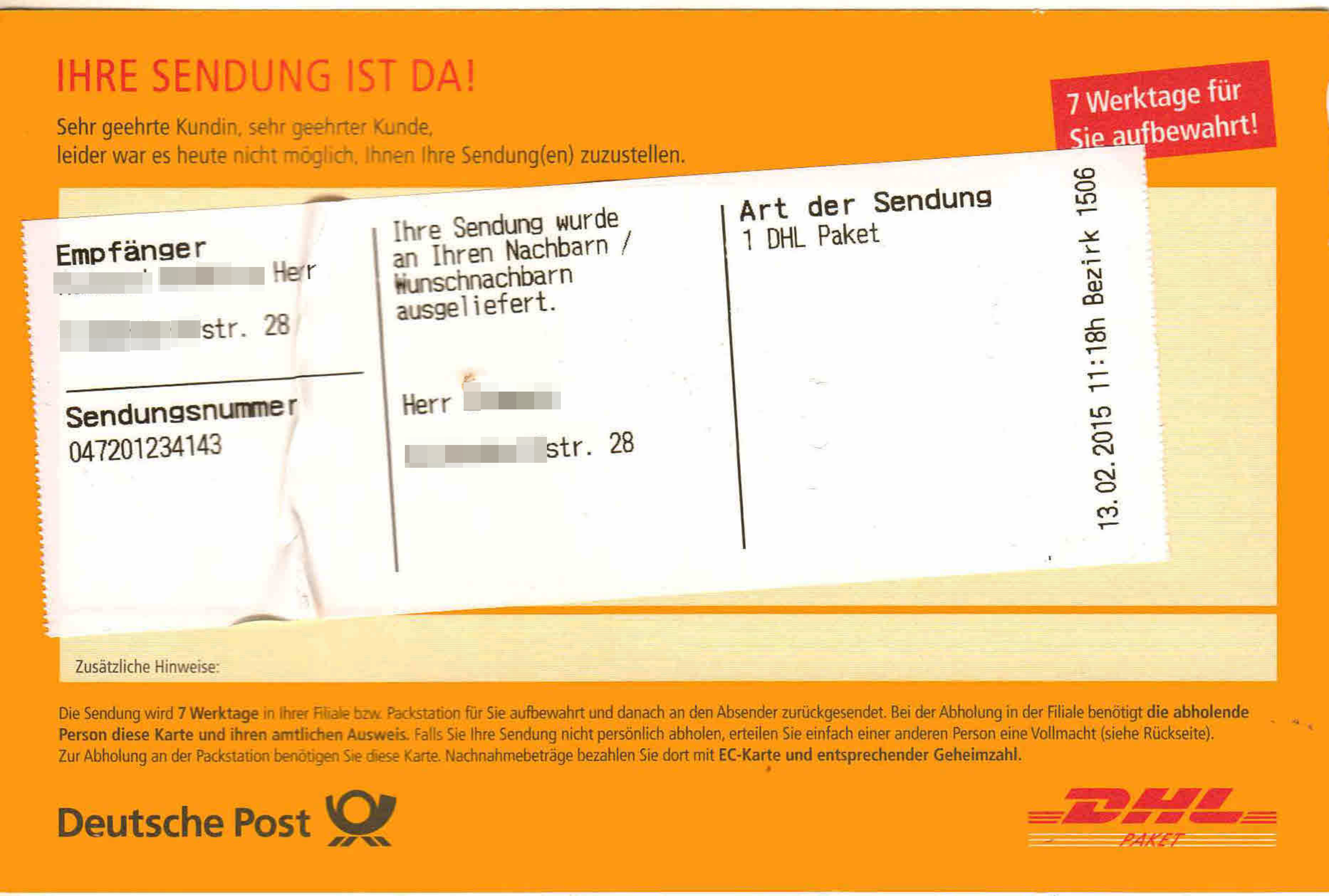
Benachrichtigungskarte für die Abgabe einer Paketsendung durch DHL bei einem Nachbarn

Postsendungen werden gewöhnlich in den Hausbriefkasten gelegt. Bestimmte Sendungen wie z. B. solche mit der Sendungsform per Einschreiben oder mit Zustellungsurkunde, werden in der Regel dem Empfänger direkt übergeben, ebenso Telegramme und Eilsendungen.
Manche Sendungen, z. B. unanbringbare Pakete, werden nicht in den Briefkasten eingelegt. In diesen Fällen erhält der Empfänger eine Benachrichtigungskarte. 
Postsendungen können auch über Postfächer oder postlagernd in Empfang genommen werden. 